# Aracati
Aracati es un municipio brasileño del estado del Ceará. Es conocido internacionalmente por la playa de Canoa Quebrada. El núcleo urbano fue sede del municipio hasta el año 2000 que según el IPHAN era parte del patrimonio Nacional. Es la tierra del novelista Adolfo Caminha, del abolicionista Dragão del Mar y del actor Emiliano Queiroz.

## Etimología
El topónimo Aracaty o  Aracatu viene del tupí-guaraní, lengua hablada por los amerindios brasileños antes de la llegada de los portugueses, ARA (tiempo, claridad) y CATU (bueno, suave), significando  buenos tiempos,  una región que impressionava por la claridad y mansidão de sus aguas,  aragem cheirosa,  viento que cheira  o  rajada fuerte.
Su denominación original era Cruz das Almas, Arraial de São José dos Barcos do Porto dos Barcos do Jaguaribe,, después en 1766, Santa Cruz de Aracati y desde 1842 Aracati.

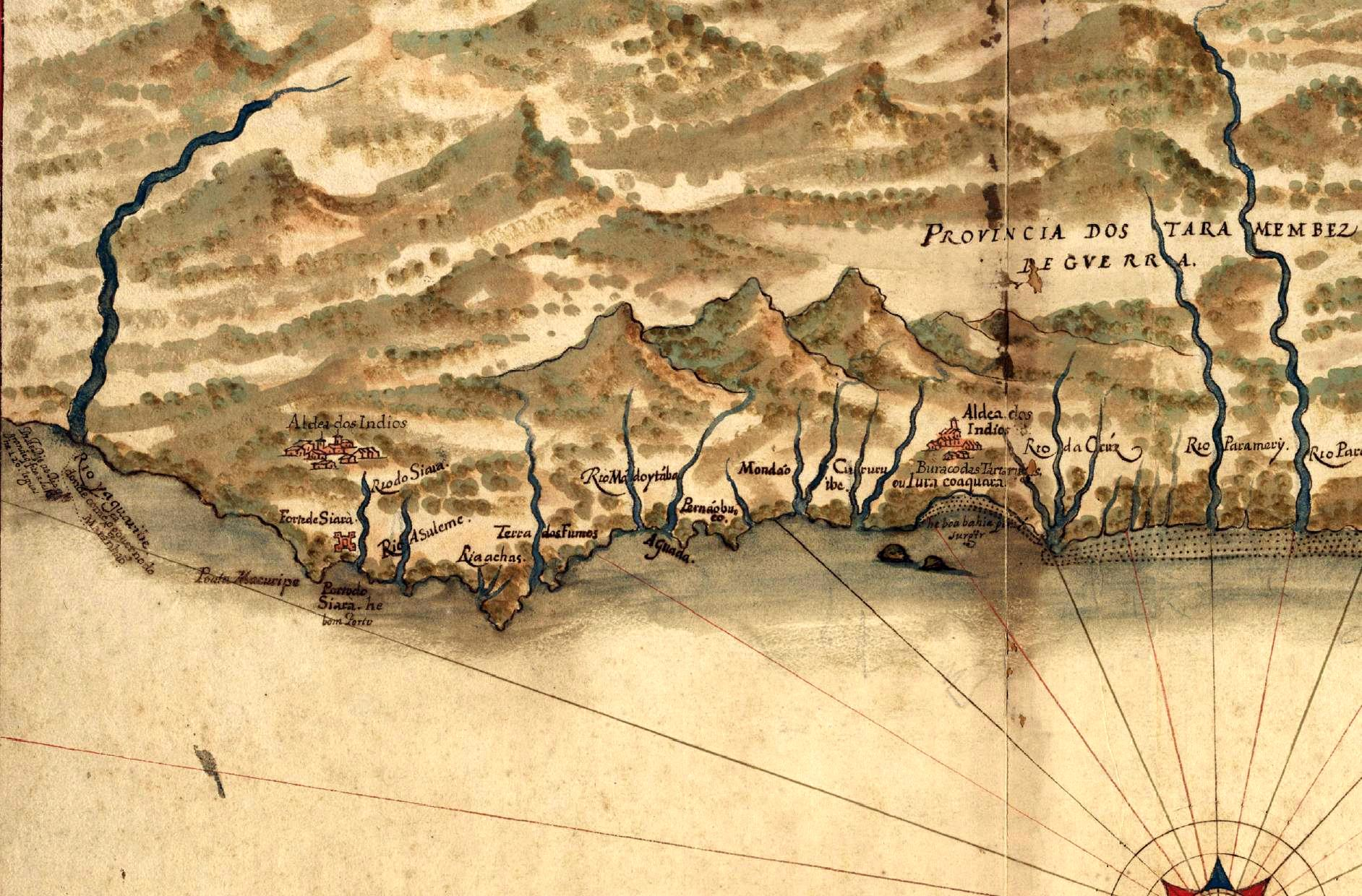
Ceará a partir del mapa de 1629 por Albernaz I.

## Historia
Los primeros habitantes de las tierras de Aracati, los indios Potyguara, probablemente habrían entrado en contato con los europeos el 2 de febrero de 1500, a través del navegante español Vicente Yáñez Pinzón, que arribó al lugar denominado Ponta Grossa o Jabarana, según el historiador Tomás Pompeu de Sousa Brasil.
Aracati se tornó un punto de apoyo militar y varias edificaciones fueron construidas: Batería del Retiro Grande, Presidio de la Ponta Grossa, Presidio de Coroa Quebrada, Presidio del Colina de Massaió y otras.
La ocupación definitiva de Aracati tuvo inicio con el funcionamiento de las Oficinas del Ceará, que fueron responsables de promover la ganadería en el estado, teniendo en vista los privilegios de la Zona del Bosque pernambucana y la industria de la caña de azúcar. Aracati se transformó entonces en productor de carne seca y en el principal puerto de exportación para las regiones de la caña de azúcar, además de continuar siendo un punto de apoyo militar (Fortín de Aracati), ahora con el objetivo de proteger el puerto, las transacciones comerciales y los habitantes contra los ataques del indios como los Paiacus.
Con el crecimiento del poblado, en el lugar en 1714 fue erguida una capilla.Y a fines del siglo XVIII Aracati se transformara, juntamente con las villas de San Bernardo de las Russas e Icó, en la plaza de negocios más desarrollada de Ceará.
En 10 de febrero de 1748 fue elevada la categoría de villa.
En 1770, fueron erguidas la Casa de la Cámara y la Cadeia, en la calle del Comercio, antigua calle de las Flores.
En 1779, Aracati contava con cerca de 2 mil personas, cinco calles y muchos sobrados y más de setenta lojas.

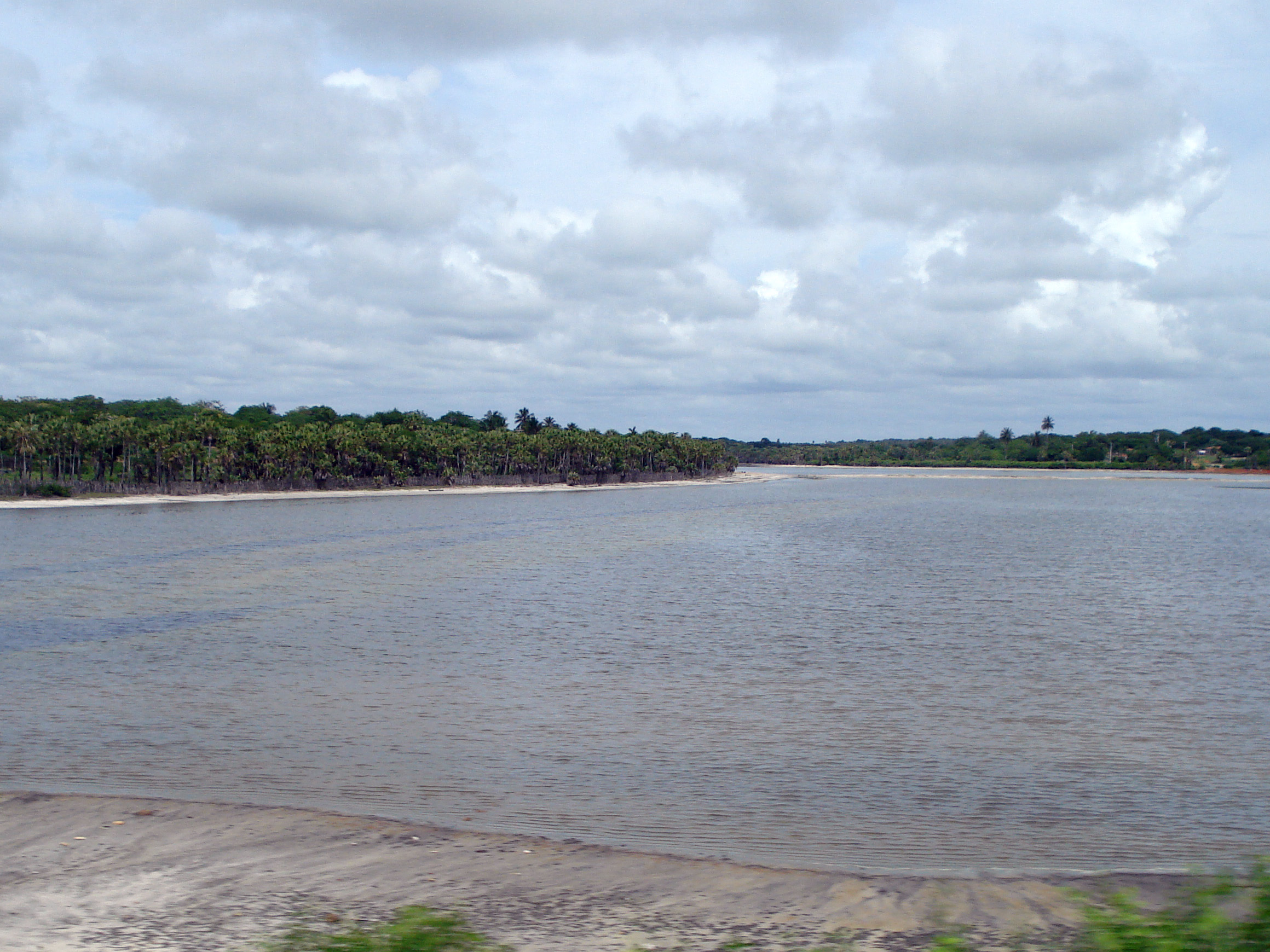
Río Jaguaribe próximo de la sede de Aracati

## Política
La administración municipal se localiza en la sede: Aracati.

## Subdivisión
El municipio tiene 8 distritos: Aracati(sede), Barreiras de los Vianas, Cabreiro, Córrego de los Fernandes, Jirau, Bosque Fresca y Santa Teresa.

## Geografía

### Clima
Tropical caliente semiárido con un promedio de lluvias media de 982,6  mm con lluvias concentradas de enero a abril.

### Hidrografía y recursos hídricos
Las principales fuentes de agua son: Río Jaguaribe y Palhano, córregos del Retiro, de las Aroeiras, San Gonçalo y de los Fernandes.

### Relieve y suelos
Las principales elevaciones son: territorio la presencia de arenas Quartzozas distróficas, playas de Canoa Quebrada, Majorlândia, Quixaba y Retiro Grande

### Vegetación
Vegetación costera

## Economía
La economía basada en la agricultura del cajú, coco, caña de azúcar, mandioca, maíz y frijol. Agroganadería: bovino, suíno y avícola. Sus suelos son ricos y de gran fertilidad natural.
Otra fuente económica es el turismo, debido las playas de Canoa Quebrada y otras.

## Cultura
Los principales eventos son:
- Fiesta de la patrona: Nuestra Señora del Perpetuo del Socorro (8 de octubre)
- Canoarte (julio),
- Carnaval de Aracati (febrero),
- Fiesta del Señor del Bonfim (1 de enero),
- Fiesta de San Sebastião (19 de enero),
- Fiesta del Municipio (25 de octubre),
- Regata de Jangadas de Majorlândia (octubre),
- Festival Folclórico-cultural del Baixo-Jaguaribe (enero).